# Балетска школа „Димитрије Парлић” Панчево
Балетска школа „Димитрије Парлић” је уметничка школа за основно и средње играчко образовање у Панчеву. Налази се у улици Жарка Зрењанина 25. Име је добила по Димитрију Парлићу, балетском играчу и кореографу.
Школа је основана 1961. године. Започиње са радом 1979. године као нижа балетска школа, а званично са самосталним радом 1995. Чланица је Међународног плесног савета CID у Паризу, Унеско. Поред матичне школе постоје и издвојена одељења у Алибунару и Зрењанину.

## Смерови
Основна балетска школа „Димитрије Парлић” садржи смерове класичног балета, савремене и народне игре:
- Класичан балет садржи млађе припремно одељење деце узраста 6—7 година, часови се одржавају два пута по 45 минута и старије припремно одељење деце узраст 8—9 година, часови се одржавају три пута по 60 минута.[5]
- Настава савремене игре је целодневна и обухвата играчке и општеобразовне предмете. На крају сваке школске године ученици имају годишње испите из свих играчких предмета пред трочланом комисијом, а комисијска оцена је и закључна оцена. Школовање траје четири године и стиче се диплома о завршеној средњој балетској школи. Након завршетка школовања ђаци постају професионални играчи оспособљени за ангажман од позоришта до играчких трупа.[6]
- Народне игре се састоје од изучавања фолклора и стицања знања о традиционалним играма.[7]

## Упис

### Основно играчко образовање
Упис у први разред одсека класичан балет је отворен за девојчице узраста од 9 до 12 година и дечаке од 9 до 15 година. У први разред одсека народна игра за децу узраста од 11 до 16 година. У припремни разред се уписују деца млађа од 9 година, а за најмлађе (4 године) организовано је балетско забавиште. За упис у први разред обавезно је полагање пријемног испита који се организује крајем (од 1—25. јуна) и почетком нове школске године (од 25—30. августа).
Настава се одржава у шестодневној радној недељи свакодневно, у супротној смени од основне школе. Наставни час траје 45 минута, док су главни играчки предмети организовани увек као двочас. Настава у основној школи се изводи групно, док у средњој и групно и индивидуално.

### Средње играчко образовање
Упис у средњу балетску школу се врши на основу успеха на пријемном испиту и у претходном школовању, општег успеха у основној балетској школи и последња три завршена разреда основне школе. Пријемни испит за упис се полаже пре полагања завршног испита.
Кандидат који није завршио основну балетску школу уписује се према редоследу који се утврђује на основу успеха на пријемном испиту, успеха у претходном школовању, на основу општег успеха из последња три завршена разреда основне школе и успеха на испиту за ниво основне балетске школе.
Испит за ниво основне балетске школе за одсек класичан балет и одсек савремена игра састоји се из три дела, класични балет — 10 бодова, историјске игре — 10 бодова и солфеђо — 10 бодова а за одсек народна игра, народна игра — 10 бодова,  традиционално певање — 10 бодова и солфеђо — 10 бодова. На испиту за ниво основне балетске школе може се остварити највише 30 бодова. Кандидат је положио испит за ниво основне балетске школе ако је освојио најмање по 4 бода из сваког дела испита.

## Догађаји
Догађаји балетске школе „Димитрије Парлић”:
- Концерт испред Народног музеја
- Концерт у дворани Културног центра Панчева
- Међународно балетско такмичење Костадинка Дина Николић[11]
- Међународни дан борбе против вршњачког насиља
- Школска слава Свети Сава